# 東名阪自動車道
東名阪自動車道（ひがしめいはんじどうしゃどう、英語: HIGASHI-MEIHAN EXPWY）は、愛知県名古屋市中川区の名古屋西ジャンクション (JCT) から三重県津市の伊勢関インターチェンジ (IC) へ至る高速道路（高速自動車国道）である。略称は東名阪道（ひがしめいはんどう）、東名阪（ひがしめいはん）など。法令上の正式な路線名は近畿自動車道名古屋亀山線ならびに伊勢線である。
高速道路ナンバリングによる路線番号は、伊勢自動車道とともに「E23」が割り振られている。

## 概要

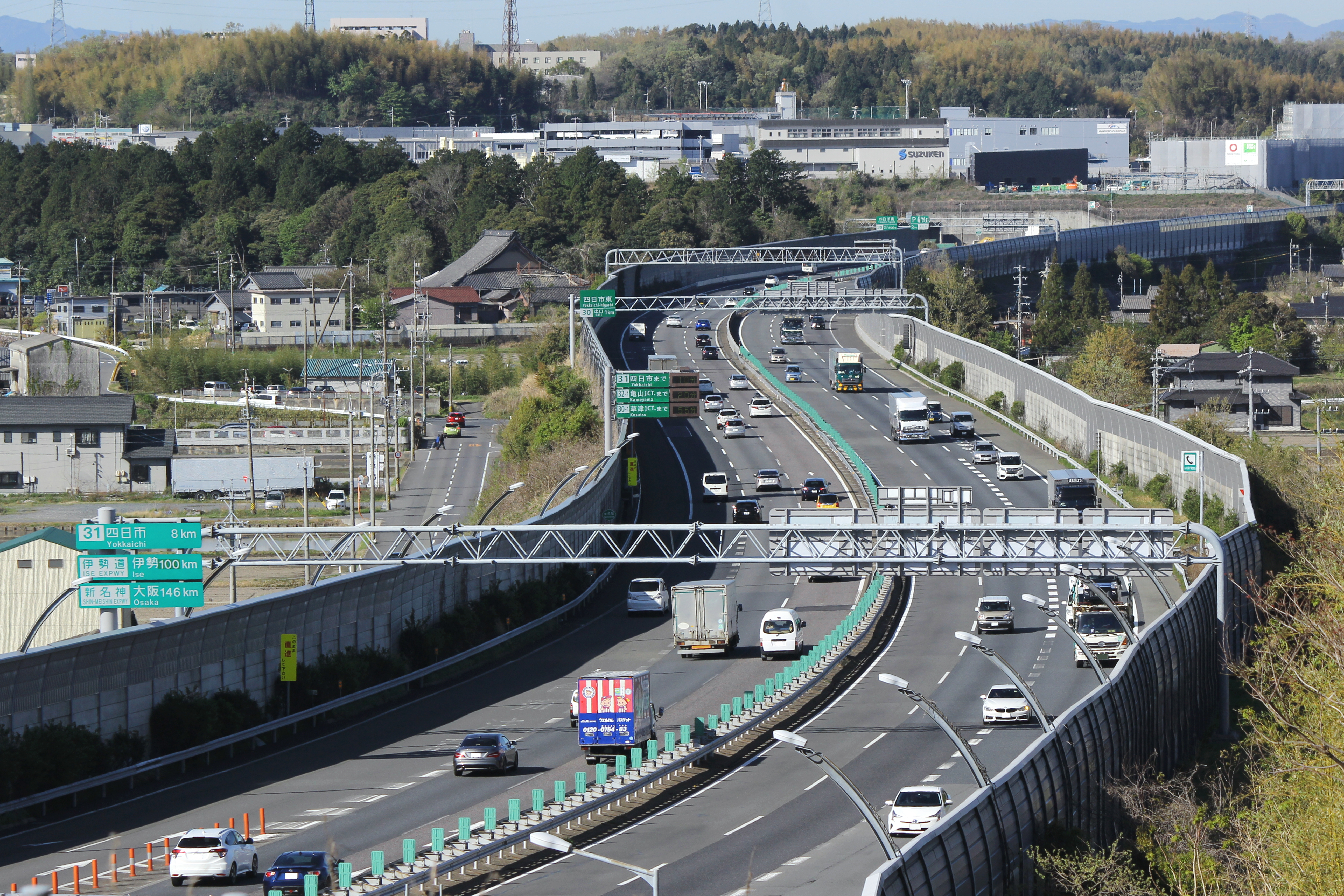
四日市ジャンクション付近。四日市JCT - 四日市東IC間は2003年（平成15年）から付加車線追加による片側3車線の運用を開始している。

連結している名古屋高速5号万場線・名阪国道・西名阪自動車道と一体となって東海地区と京阪神圏を結ぶ道路交通の大動脈の一部を構成している。従って、名神高速道路のバイパスとしての役割も担っている。名神高速道路の本格的なバイパスとして新名神高速道路が建設された後は、それと相互補完するダブルネットワークを形成している。また、高速道路ナンバリング（E23）が共通する伊勢自動車道と一続きの道路として、道路ナンバーに由来する国道23号や国道1号と共に名古屋と三重県を結ぶ大動脈を形成している。
名古屋第二環状自動車道（略称 : 名二環）については、東名阪自動車道を延長し東名高速道路と接続するような形で整備が進められた経緯から名古屋IC - 上社JCT - 名古屋西JCTおよび上社JCT - 高針JCTの区間が暫定的に東名阪自動車道として開通・供用されていたが、2011年（平成23年）3月20日に名古屋南JCT - 高針JCT間が開通した際に東名阪から分離して新規開業区間と合わせ「名古屋第二環状自動車道（名二環）」へ変更された。
全線を中日本高速道路株式会社（NEXCO中日本）が管理・運営している。

### 路線データ
- 起点 : 愛知県名古屋市中川区（名古屋西JCT）[7]（名古屋高速5号万場線、名古屋第二環状自動車道と接続）
- 終点 : 三重県津市芸濃町（伊勢関IC）[7]（名阪国道と接続）
- 路線延長 : 55.1 km[7]
- 道路規格 : 第1種第3級[8]
- 設計速度 : 80 km/h[8]
- 車線数 : 4車線[8]（一部6車線[9]）

## 路線名
東名阪自動車道に含まれる路線名・道路名は、下記のようになる。
| 路線名                   | 路線名                   | 道路名                 | 区間                                                      | 備考                           |
| ------------------------ | ------------------------ | ---------------------- | --------------------------------------------------------- | ------------------------------ |
| 近畿自動車道名古屋大阪線 | 近畿自動車道名古屋亀山線 | 名古屋第二環状自動車道 | 名古屋南JCT-上社JCT - 名古屋西JCTおよび名古屋IC - 上社JCT |                                |
| 近畿自動車道名古屋大阪線 | 近畿自動車道名古屋亀山線 | 東名阪自動車道         | 名古屋西JCT - 伊勢関IC（関JCT）                           |                                |
| 近畿自動車道名古屋大阪線 | -                        | 名阪国道               | 亀山IC - 天理IC                                           | 並行する一般国道自動車専用道路 |
| 近畿自動車道名古屋大阪線 | 近畿自動車道天理吹田線   | 西名阪自動車道         | 松原JCT - 天理IC                                          |                                |
| 近畿自動車道名古屋大阪線 | 近畿自動車道天理吹田線   | 近畿自動車道           | 吹田JCT - 松原IC                                          |                                |

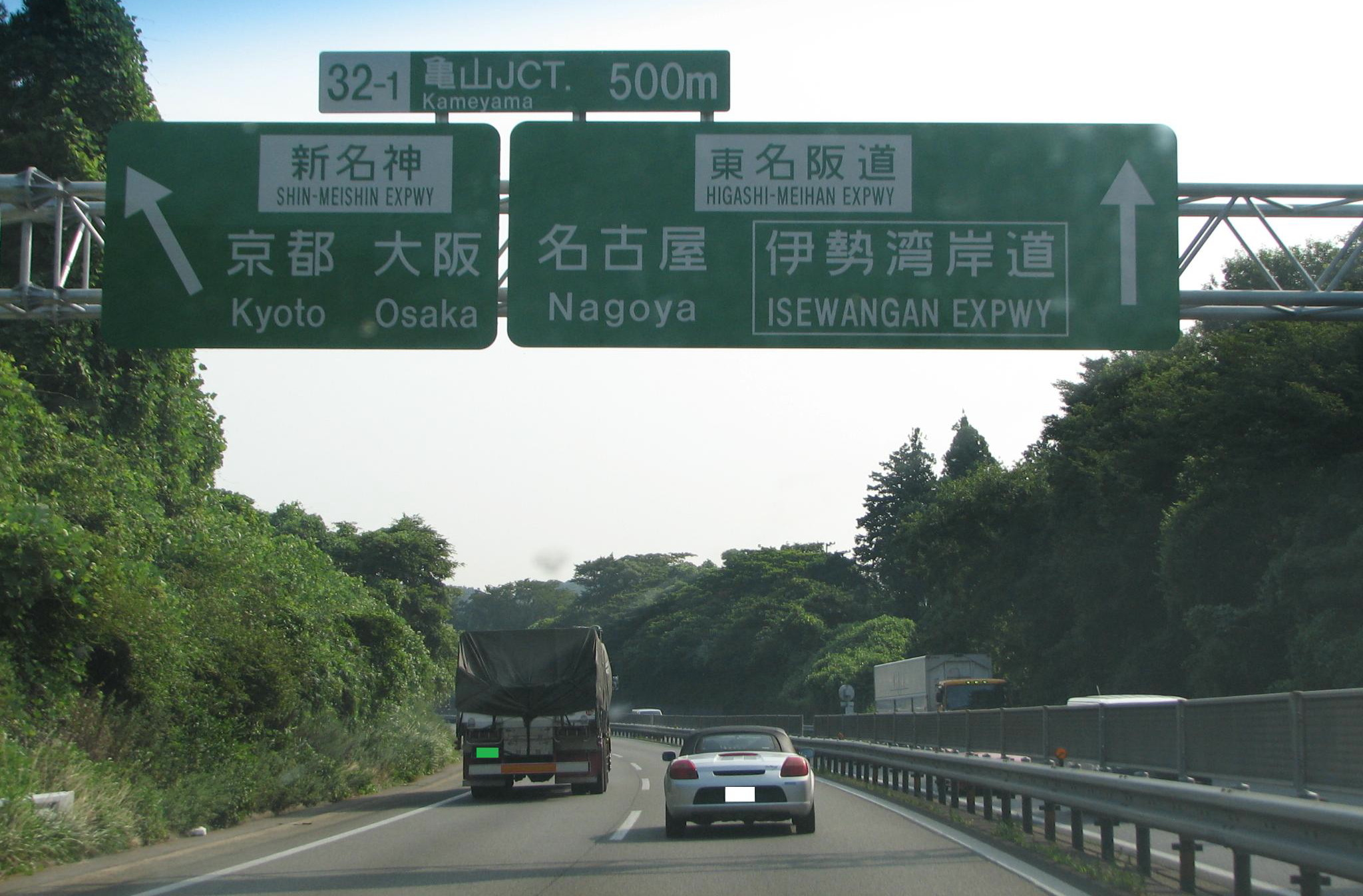

一部の標識では東名高速道路との誤認を防ぐため「東名阪道」「ひがし名阪道」と、「東」を小さくしたり平仮名にしたりして表示される。

## インターチェンジなど
- IC番号欄の背景色が■である区間は既開通区間に存在する。
- 施設名欄の背景色が■である部分は施設が供用されていない、休止中、完成していないことを示す。なお、未供用施設は仮称である。
- カッコ内の数字は他路線の番号。IC番号は名古屋第二環状自動車道有松ICから連続したものとなっている[7]。
- スマートインターチェンジ (SIC) は背景色■で示す。
- 路線名の特記がないものは市町道。
- バスストップ (BS) のうち、○/●は運用中、◆は休止中の施設。無印はBSなし。
- TBは本線料金所を示す。
- PAはパーキングエリア、SAはサービスエリアをそれぞれ示す。

| IC 番号             | 施設名         | 接続路線名                                                        | 名古屋西から (km) | BS | 備考                                                                                              | 所在地 | 所在地          |        |
| ------------------- | -------------- | ----------------------------------------------------------------- | ----------------- | -- | ------------------------------------------------------------------------------------------------- | ------ | --------------- | ------ |
| 名古屋高速5号万場線 |                |                                                                   |                   |    |                                                                                                   |        |                 |        |
| 23                  | 名古屋西JCT    | C2 名古屋第二環状自動車道 国道302号                               | 0.0               | -  |                                                                                                   | 愛知県 | 名古屋市 中川区 |        |
| 24                  | 名古屋西IC     | 県道40号名古屋蟹江弥富線                                          | 0.8               |    | 四日市・伊勢方面の出入口のみ                                                                      | 愛知県 | 名古屋市 中川区 |        |
| 24                  | 名古屋西TB     | -                                                                 | 0.8               |    | 本線料金所                                                                                        | 愛知県 | あま市          |        |
| 25                  | 蟹江IC         | 県道65号一宮蟹江線（西尾張中央道）                                | 3.6               |    |                                                                                                   | 愛知県 | 海部郡 蟹江町   |        |
| 26                  | 弥富IC         | 国道155号                                                         | 9.0               |    |                                                                                                   | 愛知県 | 弥富市          |        |
| 27                  | 長島IC         | 県道7号水郷公園線 県道117号多度長島線 県道168号立田長島インター線 | 12.7              |    |                                                                                                   | 三重県 | 桑名市          | 桑名市 |
| 28                  | 桑名東IC       | 国道258号                                                         | 16.0              |    |                                                                                                   | 三重県 | 桑名市          | 桑名市 |
| -                   | 大山田PA/SIC   | -                                                                 | 17.0              |    | SICは事業中                                                                                       | 三重県 | 桑名市          | 桑名市 |
| 29                  | 桑名IC         | 国道421号                                                         | 19.9              |    |                                                                                                   | 三重県 | 桑名市          | 桑名市 |
| 29-1                | 四日市JCT      | E1A 伊勢湾岸自動車道 E1A 新名神高速道路                           | 23.3              | -  |                                                                                                   | 三重県 | 四日市市        |        |
| -                   | 千代田BS       | -                                                                 | 24.2              | ◆  | 休止中                                                                                            | 三重県 | 四日市市        |        |
| 30                  | 四日市東IC     | 県道64号上海老茂福線                                              | 25.8              |    |                                                                                                   | 三重県 | 四日市市        |        |
| -                   | 御在所SA       | -                                                                 | 27.2              |    |                                                                                                   | 三重県 | 四日市市        |        |
| -                   | 県BS           | -                                                                 | 29.2              | ◆  | 休止中                                                                                            | 三重県 | 四日市市        |        |
| 31                  | 四日市IC       | 国道477号                                                         | 32.2              |    |                                                                                                   | 三重県 | 四日市市        |        |
| -                   | 西山BS         | -                                                                 | 37.4              | ◆  | 休止中                                                                                            | 三重県 | 四日市市        |        |
| 32                  | 鈴鹿IC         | 県道27号神戸長沢線                                                | 41.8              |    |                                                                                                   | 三重県 | 鈴鹿市          |        |
| -                   | 鈴鹿TB         | -                                                                 | 44.3              |    | 本線料金所、2005年3月13日に廃止された。 2021年7月30日、跡地に下り線のみ臨時の駐車場が整備された。 | 三重県 | 鈴鹿市          |        |
| 32-1                | 亀山JCT        | E1A 新名神高速道路（亀山連絡路） 鈴鹿亀山道路（調査区間）         | 46.9              | -  |                                                                                                   | 三重県 | 亀山市          |        |
| -                   | 住山BS         | -                                                                 | 50.0              | ◆  | 休止中                                                                                            | 三重県 | 亀山市          |        |
| 32-2                | 亀山PA/SIC     | 県道786号亀山関線（上り線） 市道道野太岡寺側道1号線（下り線）     | 52.1              |    | ハイウェイオアシス併設                                                                            | 三重県 | 亀山市          |        |
| 33                  | 亀山IC         | 国道1号 国道25号（E25 名阪国道）                                  | 53.2              |    | 名古屋方面出入口のみ                                                                              | 三重県 | 亀山市          |        |
| 34                  | 伊勢関IC/関JCT | 国道25号（E25 名阪国道）                                          | 55.1              |    | 伊勢自動車道伊勢方面出入口が名阪国道に直結している                                                | 三重県 | 津市            |        |
| E23 伊勢自動車道    |                |                                                                   |                   |    |                                                                                                   |        |                 |        |

## 歴史
1970年（昭和45年）4月17日に日本道路公団が管理する一般有料道路の一般国道1号のバイパス道路である東名阪道路として四日市IC - 亀山IC間が最初の供用を開始した。のちに、東名阪道路の桑名IC - 亀山IC間が高速自動車国道へ格上げされる運びとなって、1973年（昭和48年）4月1日に高速自動車国道の東名阪自動車道となり名阪国道・西名阪自動車道・近畿自動車道とともに一本の国土開発幹線自動車道（近畿自動車道名古屋大阪線）になった。2005年（平成17年）3月13日に亀山ICから伊勢関IC間（亀山直結線）が開通したことにより、全線開通した。
2008年（平成20年）2月23日には新名神高速道路が部分開通して当路線と接続したことにより、東名豊田JCT - 名神草津JCT間において名神の米原JCT経由より短絡するルートの一部を構成する事となった。このため四日市JCT - 亀山JCT間において想定を上回る交通が発生し、渋滞が慢性化するようになった。この状態は2019年（平成31年）3月17日にこの区間に並行する形で新名神高速道路が開通したことによって解消した。

### 四日市JCT - 亀山JCTについて
| 画像左 :新名神と接続する亀山JCT付近の渋滞画像右 : 四日市IC - 鈴鹿IC間における下り線側の渋滞。路線は一部区間で暫定3車線化された。  |  | 画像左 :新名神と接続する亀山JCT付近の渋滞画像右 : 四日市IC - 鈴鹿IC間における下り線側の渋滞。路線は一部区間で暫定3車線化された。 |
| 画像左 :新名神と接続する亀山JCT付近の渋滞 画像右 : 四日市IC - 鈴鹿IC間における下り線側の渋滞。路線は一部区間で暫定3車線化された。 |  | |

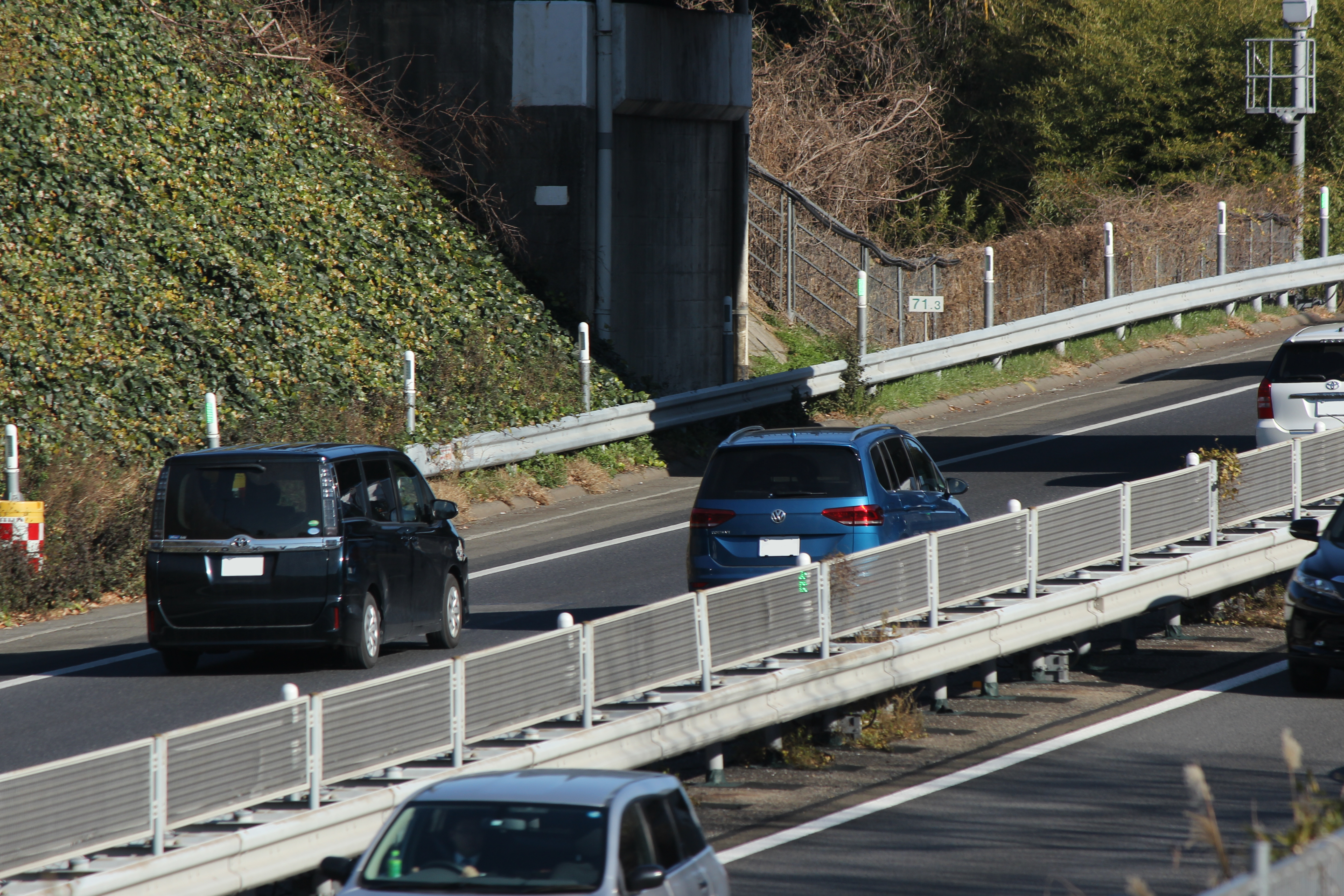
路肩に設置されたドライブ・アシスト・ライト。

かつて四日市JCT - 亀山JCT間、特に四日市ICを先頭とする渋滞が午前の下り線・午後の上り線を中心に頻発していた。激しい場合には渋滞末尾が下り線では桑名IC付近や伊勢湾岸道本線上まで、上り線では伊勢道の津ICや新名神の鈴鹿トンネル付近まで達する事があり、NEXCO中日本もゴールデンウィーク・お盆などの行楽シーズンや年末年始には例年、最大30-40 kmの渋滞予測を発表していた。
これは2008年（平成20年）2月23日に新名神高速道路が部分開通して当路線と接続した際、四日市JCT - 亀山JCTに並行する新名神が未開通だったことから東名阪道 - 伊勢道・名阪国道ルートに加えて伊勢湾岸道 - 新名神ルートの交通も当該区間に流入して想定を上回る交通量となったためである。新名神開通前の2007年（平成19年）の四日市IC - 鈴鹿IC間の交通量は一日平均6万7000台であったが、新名神開通後の2009年（平成21年）には8万9000台と大幅に増加した。
また、四日市IC - 亀山JCT間には下り坂から上り坂に変わり運転者が気付かぬまま車両のスピードが低下してしまう「サグ部」と言われる地点が5か所存在すること、四日市JCT - 亀山JCT間にはJCT・IC・SAから本線への合流が6か所も集中していること、さらに休日特別割引（いわゆる「高速上限1000円」）の導入が拍車をかけ、上り線を中心に渋滞が激化した。
日本道路公団（現・NEXCO中日本）では、新名神の供用区間が当面、亀山 - 草津間であり、接続する東名阪自動車道が新名神未開通区間（四日市 - 亀山間）の代替ルートになることから、交通量が一時的に増加することを見越して、1998年（平成10年）3月より四日市IC - 鈴鹿IC間（下り線）で登坂車線、四日市JCT - 四日市東IC間（上下線）で付加車線増設の事業を開始した。当該事業は2003年（平成15年）までに完成を見ている。
さらに、四日市IC付近のサグ部複数箇所に速度回復を促すLED情報板を設置し、2008年（平成20年）にはICなどの加速車線の延長工事や四日市JCT - 四日市IC間8.9 kmを3車線化する付加車線工事を行ったほか、2012年（平成24年）には四日市東IC - 鈴鹿IC間の上り線約3 km・下り線約5 kmに関して路肩を含む2車線道路を暫定的に3車線化した。また、2017年（平成29年）9月よりLEDライトの光でドライバーの視線誘導を図る「ドライブ・アシスト・ライト」の運用を開始した。これは進行方向に一定速度で遷移する光の流れにドライバーを追従させることで、サグや上り坂における速度低下を抑える装置である。道路の都合上、3車線化や暫定3車線化から漏れ、渋滞が酷い鈴鹿IC付近の上り線側約4 km区間に設置した。
渋滞解消の抜本的対策である新名神高速道路の新四日市JCT - 亀山西JCT間の建設については、2005年度に新名神の同区間が事業化されて以来鋭意工事を行ない、2019年（平成31年）3月17日に開通するに至った。開通直後のデータでは、東名阪に集中していた交通が新名神に分散し、四日市JCT - 亀山JCTの交通量がおよそ3割減少、また、一週間に29回発生していた渋滞も開通後には9回まで減少し、新名神の開通は一定の効果を見せる結果となった。その後2019年12月21日の亀山西JCTフルJCT化により、東名阪道四日市JCT - 亀山JCTの渋滞・通行止め時には新名神へ迂回できるようになった。
- 伊勢湾岸道・新名神高速道路の開通に伴う交通量の変化 (PDF)

### 年表
- 1970年（昭和45年）4月17日：日本道路公団が管理する一般有料道路の国道1号東名阪道路として、四日市IC - 亀山IC間開通（当時暫定2車線）[7]。
- 1971年（昭和46年）8月9日：桑名IC - 四日市IC間開通[23]（当時暫定2車線）。
- 1972年（昭和47年）8月3日：近畿自動車道名古屋亀山線として、名古屋西JCT - 亀山IC間の整備計画決定。
- 1973年（昭和48年）4月1日：高速自動車国道の東名阪自動車道となる。
- 1975年（昭和50年）10月22日：蟹江IC - 桑名IC間開通、及び全線4車線化[24]。暫定終点となった蟹江町では公害問題に対する抗議から、町長が開通式典をボイコットする事態となった[25]。
- 1979年（昭和54年）12月1日：名古屋西IC - 蟹江IC間開通[4]。
- 1980年（昭和55年）4月1日：四日市東IC 供用開始[3]。
- 1982年（昭和57年）3月1日：近畿自動車道名古屋亀山線として、名古屋IC - 名古屋西JCT間（現・名二環）の整備計画決定[26]。
- 1986年（昭和61年）10月27日：名古屋西JCT - 名古屋西IC間開通に伴い、名古屋高速5号万場線と直結[27]。この頃まで名古屋西IC-弥富IC間が大型車が通行禁止であった。
- 1988年（昭和63年）3月23日：清洲東IC - 名古屋西JCT間（現・名二環）開通[28]。
- 1991年（平成3年）3月19日：勝川IC - 清洲東IC間（現・名二環）開通[29]。
- 1993年（平成5年）12月3日：名古屋IC - 勝川IC間（現・名二環）開通[30]。
- 1998年（平成10年）12月25日：近畿自動車道名古屋関線（現・近畿自動車道名古屋亀山線）として、名古屋南JCT - 上社JCT間（現・名二環）の整備計画決定[31][32]。
- 2002年（平成14年）12月20日：四日市IC - 鈴鹿IC（下り線）登坂車線開通[3]。
- 2003年（平成15年）
  - 3月21日：四日市JCT 供用開始に伴い、伊勢湾岸自動車道と接続[33]。四日市JCT - 四日市東IC間（上下線）付加車線完成[3]。
  - 3月29日：高針JCT - 上社JCT間（現・名二環）開通[34]。
- 2005年（平成17年）
  - 3月13日：亀山IC - 伊勢関IC間（亀山直結線）開通に伴い、全線開通。 伊勢自動車道と直結[13]。
  - 12月18日 : 亀山PAスマートIC 実験開始[35]。
- 2008年（平成20年）2月23日：亀山JCT供用開始に伴い、新名神高速道路（亀山連絡路）と接続[7]。
- 2011年（平成23年）3月20日：名古屋南JCT - 高針JCT間（現・名二環）開通に合わせて、名古屋南JCT - 上社JCT - 名古屋西JCT間および、名古屋IC - 上社JCT間を名古屋第二環状自動車道（名二環）に路線名称変更[36]。
- 2012年（平成24年）
  - 12月13日：四日市IC - 御在所SA間 (3 km) の上り線を暫定3車線化[37]
  - 12月19日：御在所SA - 鈴鹿IC間 (5 km) の下り線を暫定3車線化[37]
- 2017年（平成29年）7月14日 : 四日市IC - 鈴鹿IC間の上り線のうち、四日市IC側約8 kmを暫定3車線化[9][注釈 1]
- 2021年（令和3年）5月1日 : 名古屋西JCT - 四日市JCT間の高速料金が大都市近郊区間の料金水準に変更される[39][40]。

## 路線状況

### 車線・最高速度
| 区間                    | 車線   | 車線   | 車線   | 最高速度 | 備考 |
| 区間                    | 上下線 | 上り線 | 下り線 | 最高速度 | 備考 |
| ----------------------- | ------ | ------ | ------ | -------- | ---- |
| 名古屋西JCT - 四日市JCT | 4      | 2      | 2      | 80 km/h  |      |
| 四日市JCT - 四日市IC    | 6      | 3      | 3      | 80 km/h  |      |
| 四日市IC - 西山BS       | 6      | 3      | 3      | 80 km/h  | ※1   |
| 西山BS - 鈴鹿IC         | 4      | 2      | 2      | 80 km/h  |      |
| 鈴鹿IC - 亀山JCT        | 4      | 2      | 2      | 80 km/h  | ※2   |
| 亀山JCT - 伊勢関IC      | 4      | 2      | 2      | 80 km/h  |      |

ほぼ全線が4車線であるが、新名神開通に伴い交通量が増加した一部区間に付加車線がある。
- ※1：名古屋方面の四日市ICまで約2 kmの付加車線あり[38]。
- ※2：下り線に1,500 mの付加車線、上り線に約2 kmの付加車線あり。

### 道路施設

#### サービスエリア・パーキングエリア
東名阪自動車道は全区間を通じて交通量が多いため、現在は全てのサービスエリア (SA)・パーキングエリア (PA) が有人でかつ24時間営業を行っている店舗が存在する。
ガソリンスタンド・レストランは御在所SA（EXPASA御在所）に設置されている。
なお、名古屋方面（上り線）に向かう場合、大山田PAを過ぎると次の休憩施設は接続する名二環や名古屋高速にはなく、東名・名神・伊勢湾岸道まで行かなければならない。東名の場合、東郷PAまでは約53 kmの区間で休憩所がないことから、1997年（平成9年）には大山田PAに売店の開業と、トイレ・駐車マスが大幅に増やされた。

#### バスストップ
東名阪自動車道は4か所にバスストップが存在するが、全て休止中である。

#### トンネルと主な橋
| 区間              | 構造物名     | 長さ  |
| ----------------- | ------------ | ----- |
| 弥富IC - 長島IC   | 木曽川橋     | 900 m |
| 長島IC - 桑名東IC | 揖斐長良川橋 | 923 m |
| 亀山IC - 伊勢関IC | 木下トンネル | 130 m |

##### トンネルの数
| 区間                 | 上り線 | 下り線 |
| -------------------- | ------ | ------ |
| 名古屋西JCT - 亀山IC | 0      | 0      |
| 亀山IC - 伊勢関IC    | 1      | 1      |
| 合計                 | 1      | 1      |

### 亀山直結線

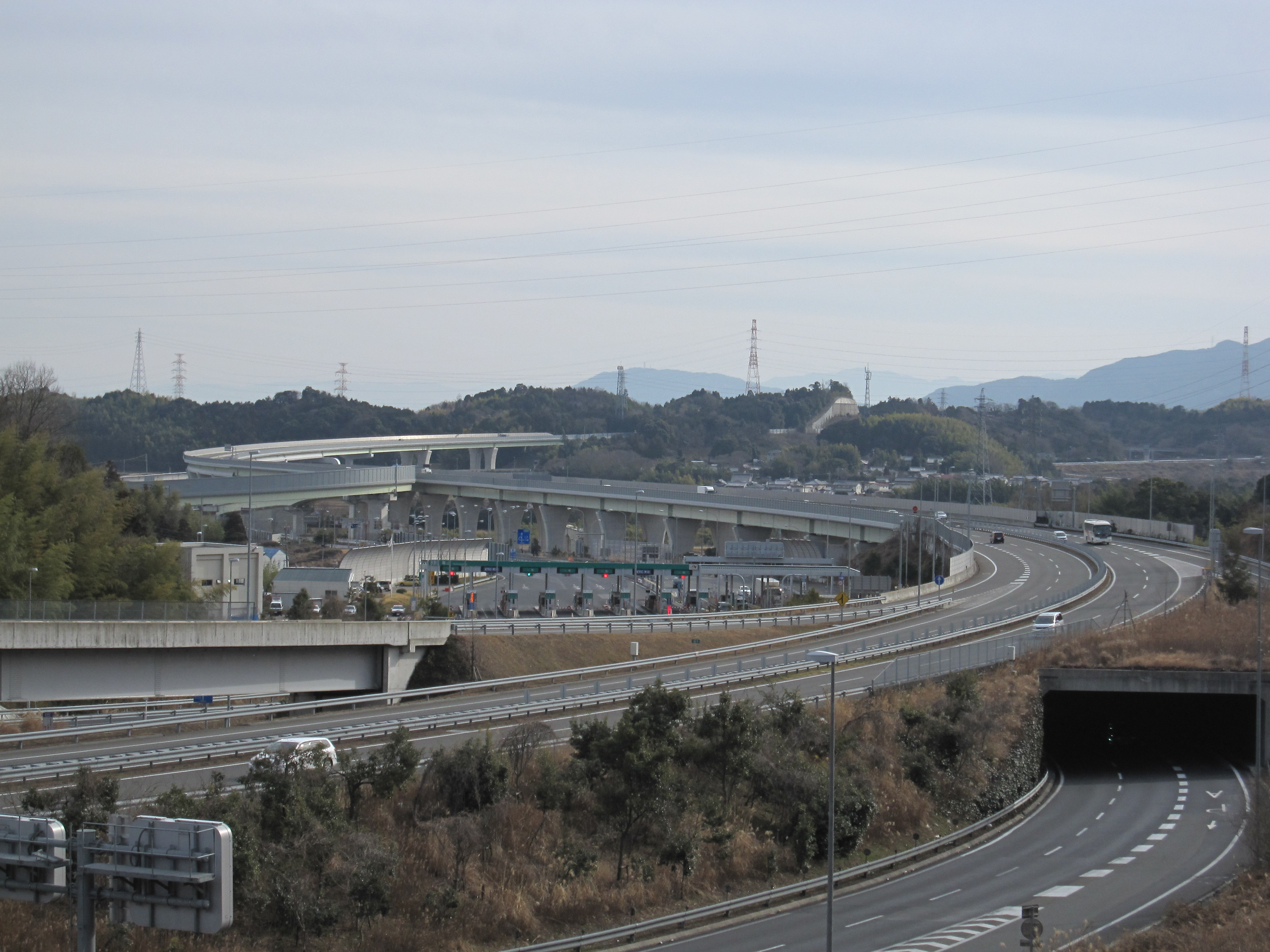
亀山直結線

東名阪道と伊勢道は、路線設定の経緯（名古屋 - 大阪を結ぶ東名阪道 - 名阪国道 - 西名阪道が本線）および、東名阪道に鈴鹿本線料金所、伊勢道に関本線料金所と2箇所の本線料金所が設けられていたため、一旦一般国道である名阪国道・関JCTを経由せねばならず、直通利用が出来ない構造になっていた。これに対して東名阪道と伊勢道を直結する亀山直結線が計画され、2005年（平成17年）3月13日に開通した。直結線開通に伴い、鈴鹿本線料金所は廃止され亀山ICに料金所が設置され、関本線料金所も一部が伊勢関ICへ流用された以外は廃止された。これによって、東名阪道と伊勢道が通し料金で利用できるようになり、2箇所の本線料金所を原因とする渋滞が解消されたほか、名阪国道を経由せずに東名阪道と伊勢道を往来することが可能になっている。

### 道路管理者
- 中日本高速道路株式会社名古屋支社
  - 名古屋保全・サービスセンター : 名古屋西JCT - 名古屋西IC
  - 桑名保全・サービスセンター : 名古屋西IC - 伊勢関IC

#### ハイウェイラジオ
- 蟹江（蟹江IC - 弥富IC）
- 桑名（桑名東IC - 桑名IC）
- 四日市（御在所SA - 四日市IC）
- 鈴鹿（四日市IC - 鈴鹿IC）

### 料金
全線で対距離制・普通区間である。ただし、名古屋西JCT - 四日市JCT間では1kmあたりの料金の額が大都市近郊区間と同じ額（普通車で税抜29.52円/km）となる。
また、首都圏や京阪神圏の大都市部区間では適用されない休日割引などの各種ETC割引制度について、名古屋西JCT - 四日市JCT間においては適用される。

### 交通量
24時間交通量（台） 道路交通センサス
| 区間                     | 平成17（2005）年度 | 平成22（2010）年度 | 平成27（2015）年 | 令和3（2021）年度 |
| ------------------------ | ------------------ | ------------------ | ---------------- | ----------------- |
| 名古屋西JCT - 名古屋西IC | 056,497            | 059,764            | 057,766          | 056,766           |
| 名古屋西IC - 蟹江IC      | 065,889            | 069,324            | 067,512          | 052,386           |
| 蟹江IC - 弥富IC          | 060,889            | 064,688            | 062,143          | 052,386           |
| 弥富IC - 長島IC          | 056,858            | 061,715            | 058,801          | 049,344           |
| 長島IC - 桑名東IC        | 055,576            | 060,615            | 057,475          | 048,793           |
| 桑名東IC - 桑名IC        | 050,020            | 054,877            | 052,198          | 044,794           |
| 桑名IC - 四日市JCT       | 052,996            | 057,225            | 054,022          | 046,830           |
| 四日市JCT - 四日市東IC   | 076,404            | 101,137            | 108,684          | 069,635           |
| 四日市東IC - 四日市IC    | 069,885            | 092,282            | 100,981          | 059,612           |
| 四日市IC - 鈴鹿IC        | 064,382            | 087,236            | 095,914          | 055,696           |
| 鈴鹿IC - 亀山JCT         | 057,661            | 082,022            | 090,317          | 050,806           |
| 亀山JCT - 亀山PASIC      | 057,661            | 054,879            | 053,846          | 047,704           |
| 亀山PASIC - 亀山IC       | 057,661            | 054,719            | 053,628          | 047,254           |
| 亀山IC - 伊勢関IC        | 030,774            | 030,045            | 028,594          | 023,548           |

（出典：「平成22年度道路交通センサス」・「平成27年度全国道路・街路交通情勢調査」・「令和3年度全国道路・街路交通情勢調査」（国土交通省ホームページ）より一部データを抜粋して作成）
- 令和2年度に実施予定だった交通量調査は、新型コロナウイルスの影響で延期された[42]。

2002年度
- 日平均交通量
  - 名古屋西JCT - 亀山IC（区間平均） : 58,049台(96.9 %)

（2003年度日本道路公団年報）

## その他
| 画像左 :蟹江ICのループの茂みに生息するサギと設置されたフェンス画像右 : 高速道路を走るドライバーを驚かせないための処置として、情報板に「鳥飛来注意」を表示、ないしサギの絵を描いた標識を設置した。  |  | 画像左 :蟹江ICのループの茂みに生息するサギと設置されたフェンス画像右 : 高速道路を走るドライバーを驚かせないための処置として、情報板に「鳥飛来注意」を表示、ないしサギの絵を描いた標識を設置した。 |
| 画像左 :蟹江ICのループの茂みに生息するサギと設置されたフェンス 画像右 : 高速道路を走るドライバーを驚かせないための処置として、情報板に「鳥飛来注意」を表示、ないしサギの絵を描いた標識を設置した。 |  | |

### サギの保護
蟹江、弥富の両IC付近の茂みは飛来したサギのすみかになっており、2011年（平成23年）に調査したところでは、両ICを合わせて6千羽にのぼることが明らかとなった。これは高速道路施設であるために、営巣場所がフェンスで仕切られることで外敵の心配が皆無であることが原因とされている。高速道路の施設にサギが生息するのは珍しく、東海地方でも最大の営巣場所と推測されている。インターチェンジ付近には自然の水路があり、農薬の使用が減った田があることから、蛙や小魚、昆虫が生息し、サギにとってエサには事欠かない環境であることもサギが住処として選んだ要因の一つであるとされる。
高速道路上空にサギが舞い、道路に降りてくることはドライバーにとっては甚だ迷惑であり、危険でもある。本来であればサギが営巣するインターチェンジの木は全て伐採すればそれで事足りるが、サギにしてみれば住処を追われてやっと見つけた安住の地が高速道路である。車の安全とサギの保護を両立できればそれにこしたことはないことから、サギと人が共に生きる「共生」の道を選ぶための対策を講じることになった。NEXCO中日本では、愛知県弥富野鳥園とサギ保護に関する覚書を交し、道路のフェンスをかさ上げすることでサギがフェンスより高く飛ぶことで、車との接触を防ぐための対策を講じた。また、サギの幼鳥が高速道路に這い出すことを防ぐために、フェンス下部は隙間を塞いでいる。
なお、サギは6種類確認され、準絶滅危惧種のチュウサギが含まれている。アマサギとチュウサギは渡り鳥で、春から夏にかけて遠く南国のフィリピンやインドネシアから飛来する。

### 津波避難施設
東名阪自動車道通過ルートの愛知県西部地方に位置する弥富市、海部郡蟹江町は海抜ゼロメートル地帯である。このため、津波や高潮の災害発生時には、当該道路の法面を一時的な避難場所にするための協定が、NEXCO中日本と自治体間で締結されている。弥富ICと蟹江ICの法面に階段を設け、弥富は300人、蟹江は130人が一時的に避難可能である。

## 地理

### 通過する自治体
- 愛知県
  - 名古屋市（中川区） - あま市 - 海部郡蟹江町 - 津島市 - 愛西市 - 弥富市
- 三重県
  - 桑名市 - 四日市市 - 鈴鹿市 - 亀山市 - 津市

### 接続する高速道路
- 名古屋高速5号万場線（名古屋西JCTで直結）
- C2 名古屋第二環状自動車道（名古屋西JCTで接続）
- E1A 伊勢湾岸自動車道（四日市JCTで接続）
- E1A 新名神高速道路（四日市JCTで接続）
- E1A 新名神高速道路 亀山連絡路（亀山JCTで接続）
- 鈴鹿亀山道路（亀山JCTで接続 : 調査中）
- E25 名阪国道（亀山ICで接続）
- E23 伊勢自動車道（伊勢関ICで直結）

## 施設外観
左上より起点の名古屋西JCTに近く、右下に向かうほどに終点の伊勢関ICに近い画像となっている。

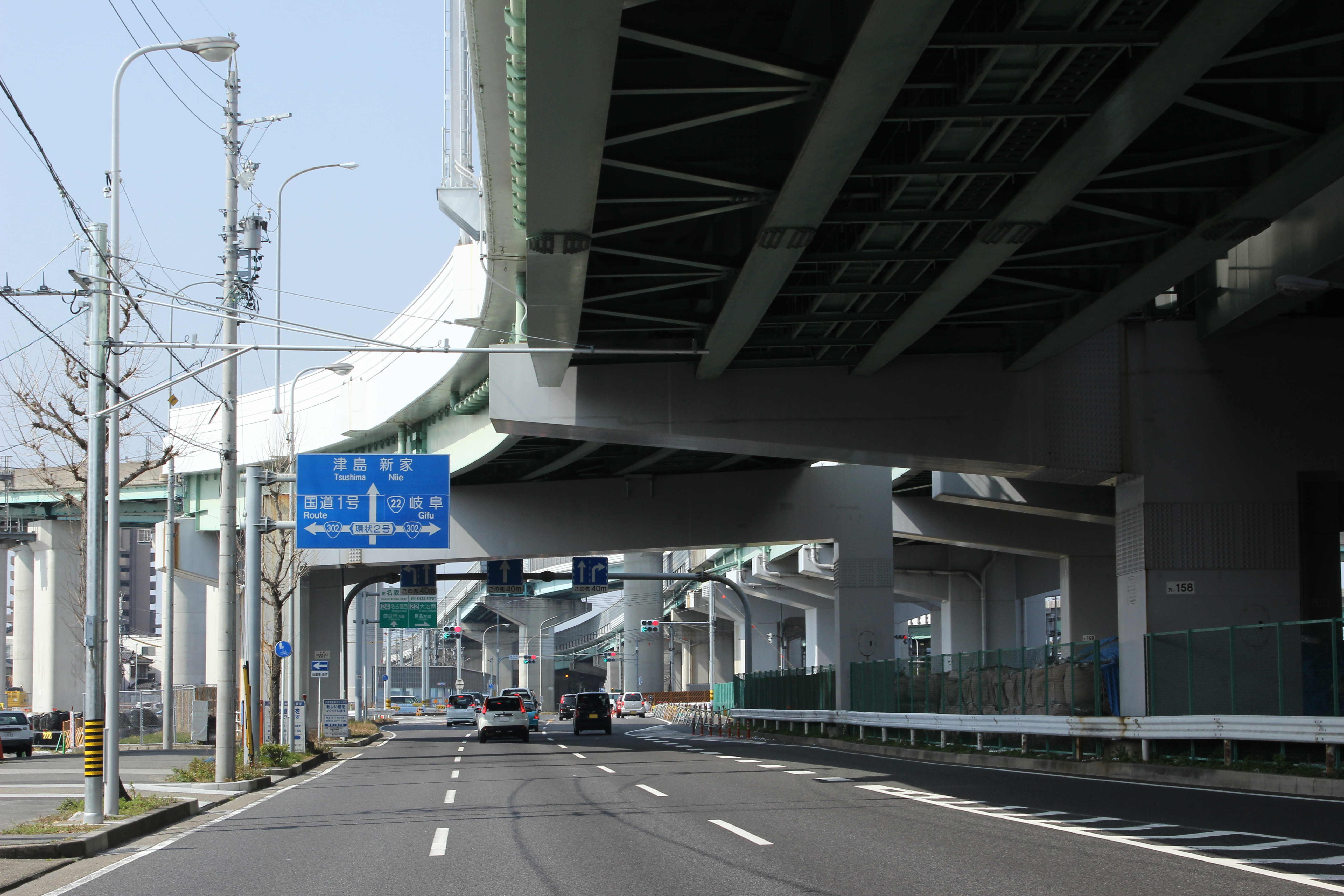
起点の名古屋西JCT付近。画面手前は名古屋高速5号万場線と県道115号。
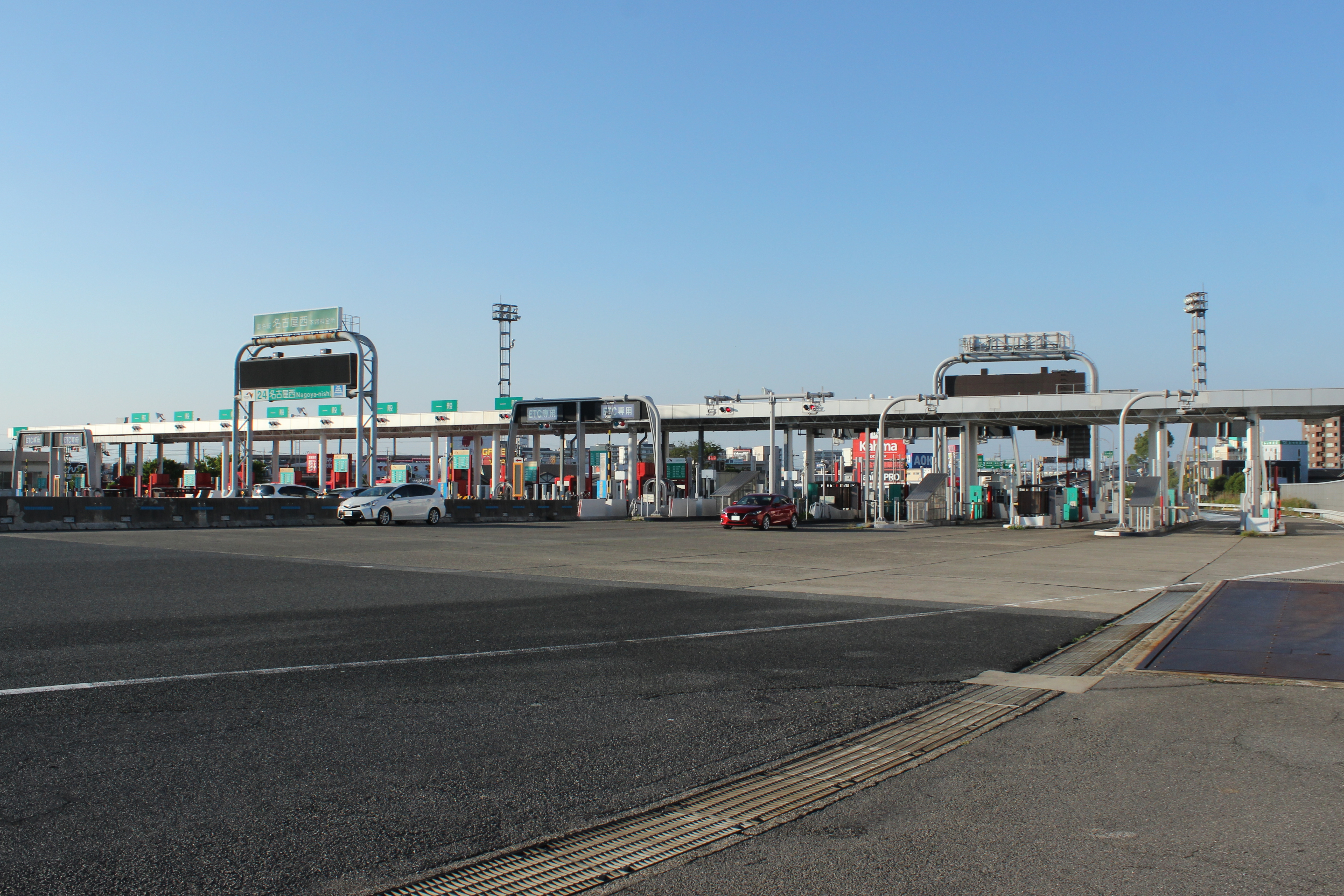
名古屋西本線料金所。
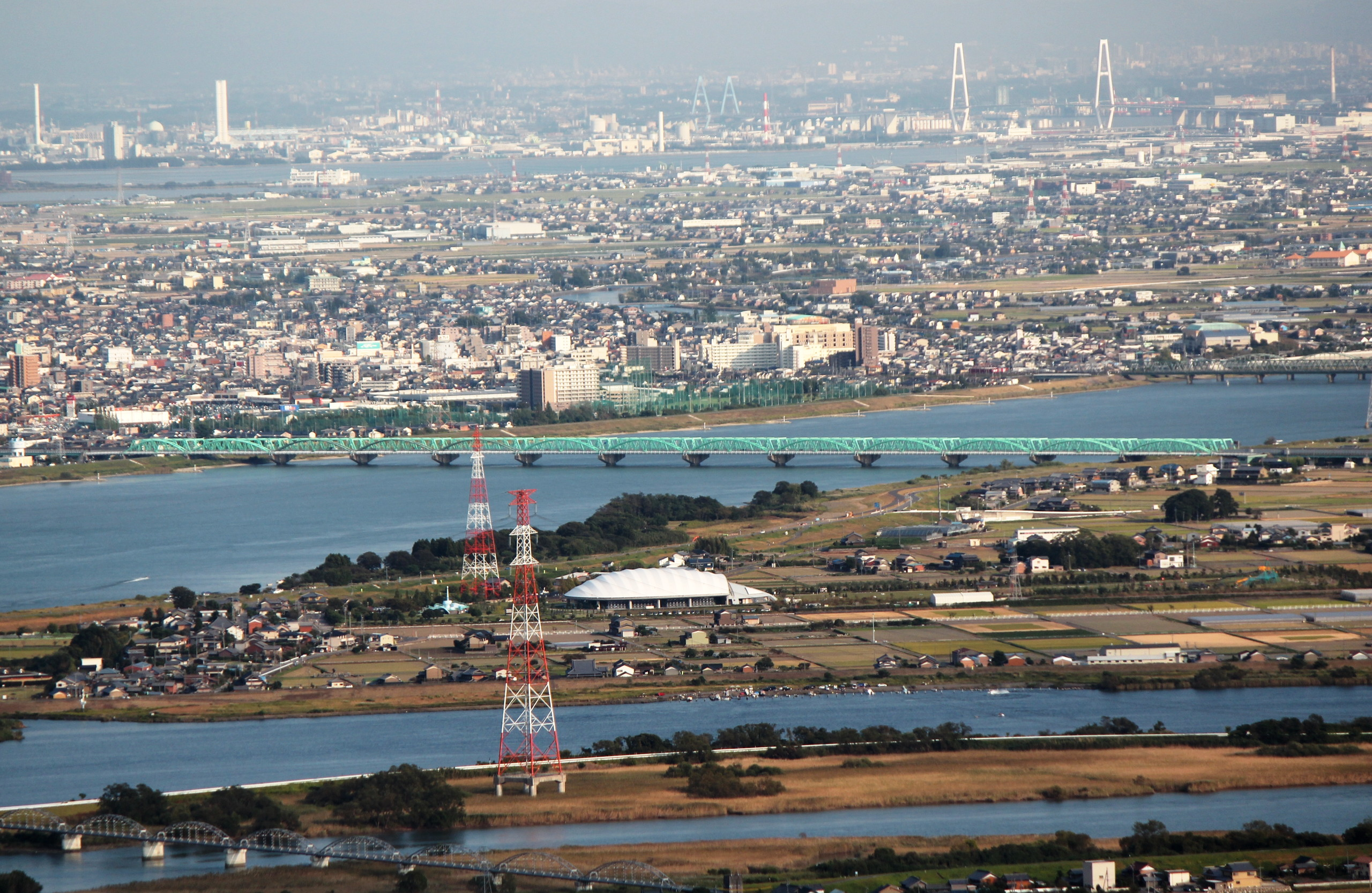
木曽三川の一つである木曽川を下路式ワーレントラス橋で渡河。奥に名港トリトンを望む。
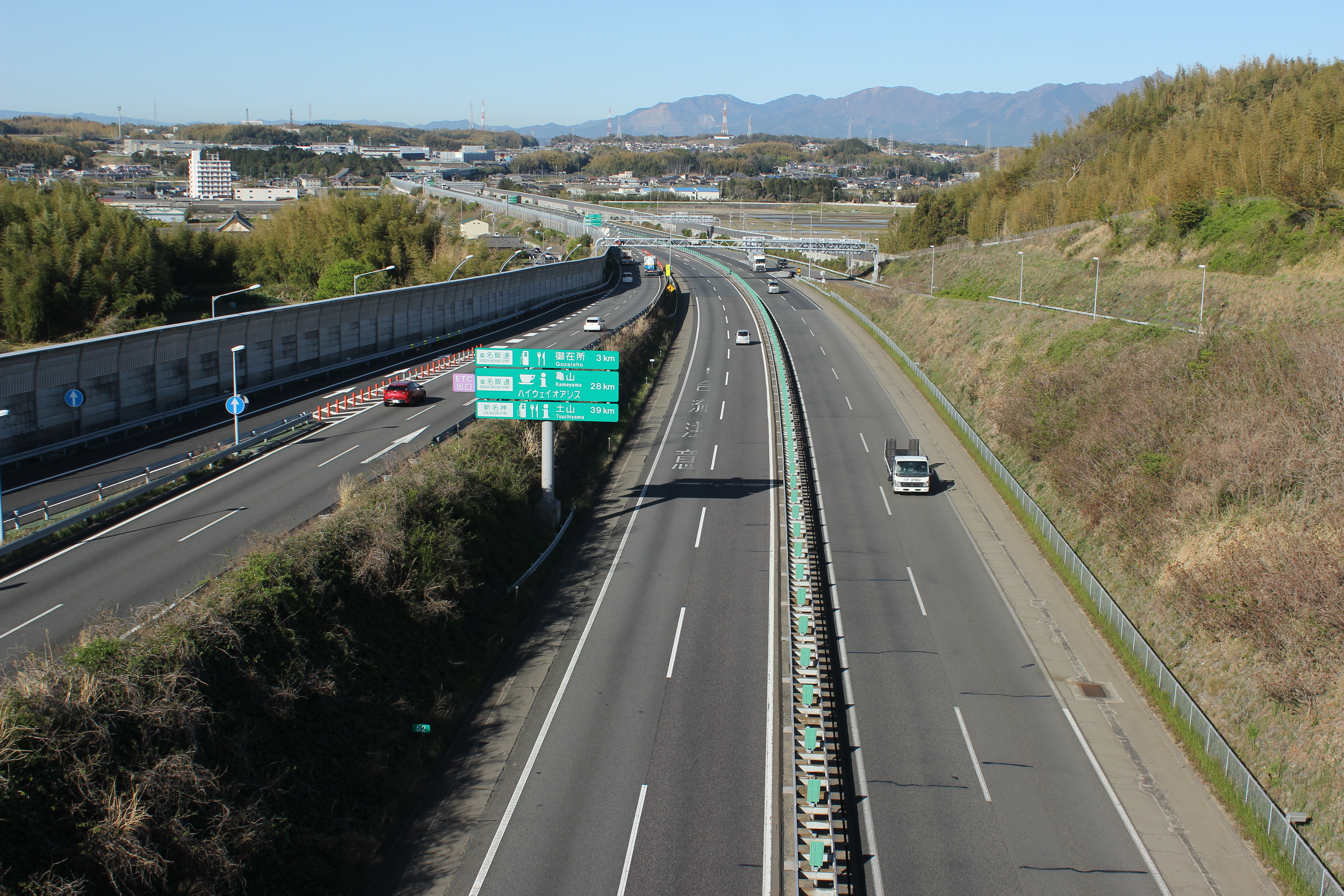
四日市JCT付近。路線は平野部が大半である。
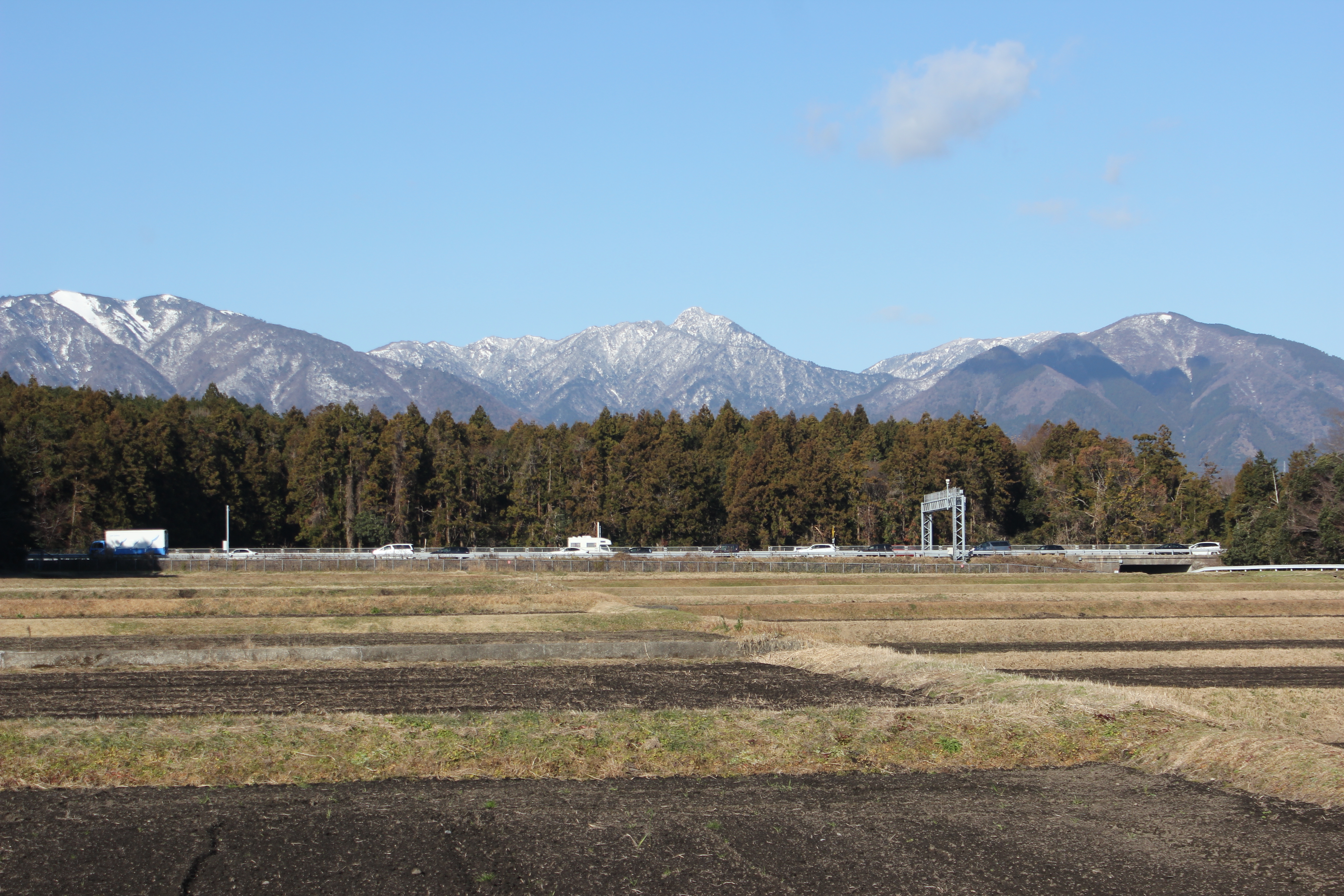
鈴鹿山脈を横目に見る。
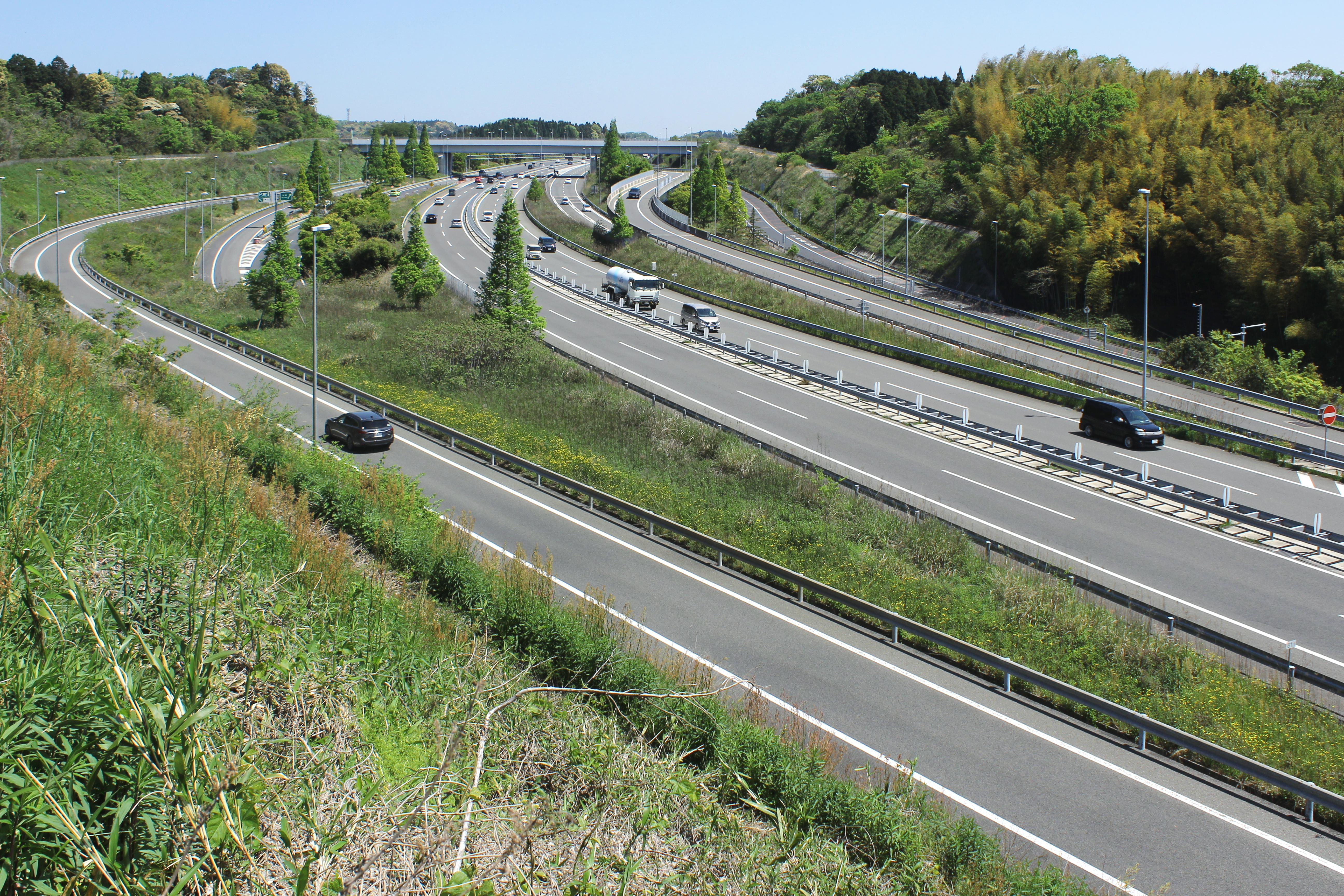
パーキングエリアと出入口のランプウェイが交錯する亀山IC付近を通過。
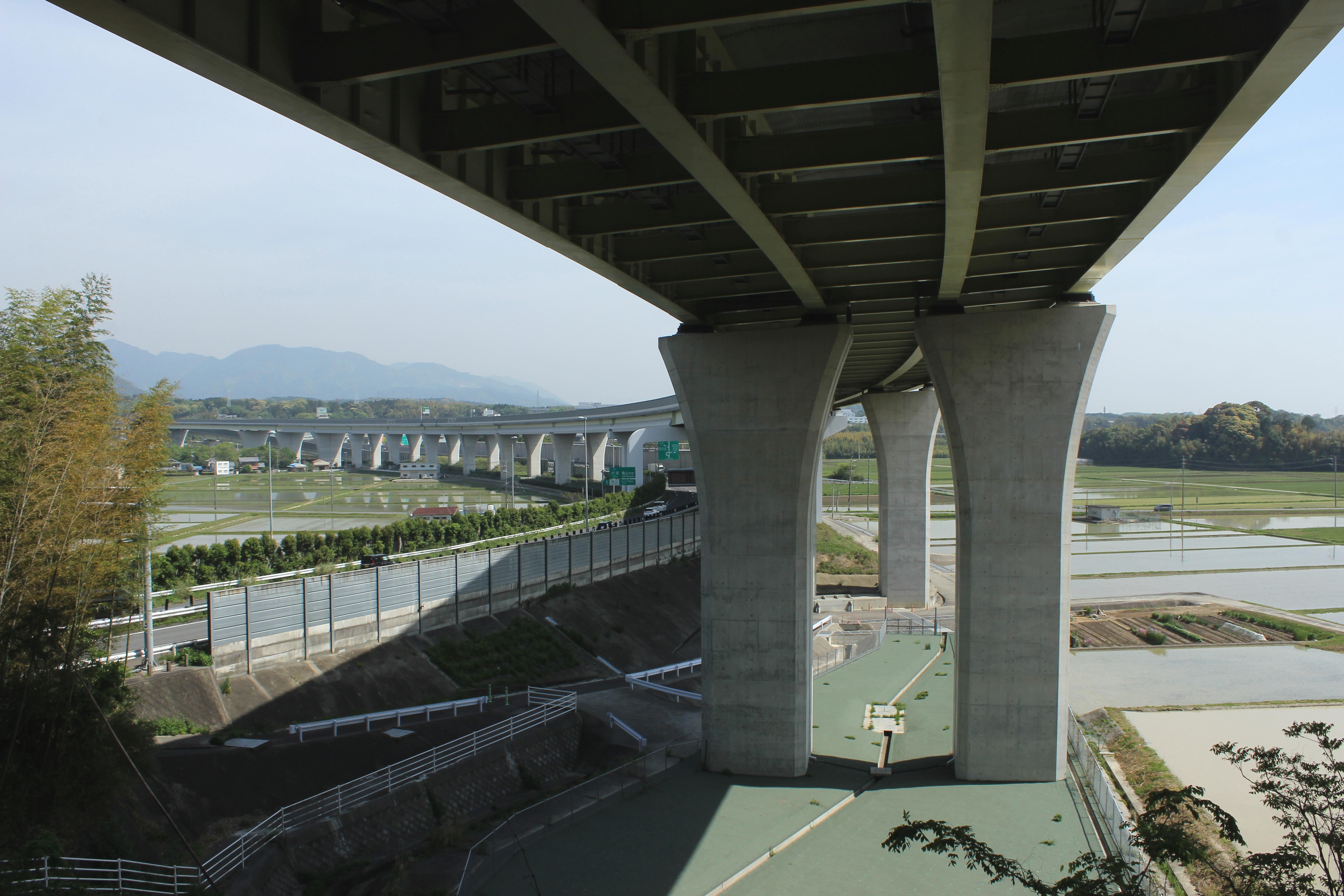
亀山IC以南はE25名阪国道と並行して終点の伊勢関ICに至る。